# یاسمن آریانی
یاسمن آریانی فعال کمپین چهارشنبه‌های سفید است. این زندانی سیاسی سابق به دلیل اعتراض علیه حجاب اجباری و در ارتباط با پویش چهارشنبه‌های سفید فروردین ۱۳۹۸ توسط مأموران امنیتی حکومت جمهوری اسلامی بازداشت شد و پس از محاکمه به ۵ سال حبس تعزیری محکوم شد.

## بازداشت و محاکمه
یاسمن آریانی در تاریخ ۱۷ اسفندماه ۱۳۹۷ برابر با ۸ مارس ۲۰۱۹ در روز جهانی زن به همراه مادرش «منیره عربشاهی» کلیپی از خود در فضای مجازی منتشر کرده‌است که در آن به دادن گل به زنان محجبه در متروی تهران می‌پرداختند. در پی این اقدام، یاسمن آریانی، ۲۱ فروردین در کرج و مادرش که روز ۲۲ فروردین برای پیگیری وضعیت فرزندش به بازداشتگاه وزرا در تهران مراجعه کرده بود، ازسوی مأموران امنیتی بازداشت شدند. ایشان در روز ۳۰ فروردین ۱۳۹۸ به زندان قرچک ورامین منتقل شده و جلسه دادگاه‌شان بدون حضور وکیلشان «امیر رئیسیان» برگزار شد.

## برخورد با معترضان به حجاب اجباری
یاسمن آریانی در کنار صبا کردافشاری در ارتباط با کشف حجاب بابت مخالفت با حجاب اجباری به این احکام محکوم شدند. سازمان عفو بین‌الملل گزارش داد که در سال گذشته حداقل ۳۹ نفر در ایران در ارتباط با اعتراض به این مقوله بازداشت شده‌اند. وزارت خارجه ایالات متحده آمریکا بازداشت کردافشاری را محکوم و این بازداشت‌ها را نقص حقوق شهروندی قلم‌داد کرد.

## واکنش‌ها به بازداشت
- وزارت امور خارجه آمریکا، در صفحه توئیتر رسمی خودش به زبان فارسی نسبت به بازداشت و محاکمه سه تن از معترضان حجاب اجباری یعنی یاسمن آریانی، منیره عربشاهی و مژگان کشاورز واکنش نشان داد. سخنگوی وزارت امور خارجه آمریکا ضمن صدور بیانیه‌ای در این راستا، محاکمه این معترضان را محکوم کرد.[۶] در متن این بیانیه آمده‌است:

ما رژیم ایران را به خاطر محکومیت یاسمن آریانی، منیره عربشاهی و مژگان کشاورز به ۵۵ سال حبس به خاطر اعتراض به قوانین حجاب اجباری صرفاً از طریق توزیع گل محکوم می‌کنیم." این بیانیه افزوده‌است: "ما از تمامی کشورها می‌خواهیم تا این نقض فاحش حقوق را محکوم کنند.— وزارت امور خارجه آمریکا، ۲۴ مرداد ۱۳۹۸ برابر با ۱۵ آگوست ۲۰۱۹
- سازمان عفو بین‌الملل نسبت به بازداشت یاسمن آریانی و دو تن دیگر واکنش نشان داده و این عمل را محکوم کرد. این سازمان حقوق بشری، ضمن فرستادن نامه‌ای در تاریخ ۱۸ تیر ۱۳۹۸ به ابراهیم رئیسی رئیس قوه قضائیه جمهوری اسلامی، خواستار آزادی فوری یاسمن آریانی، منیره عربشاهی و مژگان کشاورز شد. این سازمان در وبسایت رسمی خود از کاربران خواسته‌است آنها نیز با فرستادن نامه‌های خود به ابراهیم رئیسی خواستار آزادی آنها شوند.[۷]
- سازمان عفو بین‌الملل انگلستان، روز دوشنبه ۲۴ تیر ۱۳۹۸ با انتشار بیانیه‌ای از سه زندانی معترض به حجاب اجباری حمایت کرد. این سازمان اعلام کرد که مقامات حکومت ایران با قطع ارتباط «منیره عربشاه»، «یاسمن آریانی» و «مژگان کشاورز» با دنیای بیرون، حبس انفرادی بلند مدت و تهدید خانواده‌های بازداشت‌شدگان، می‌خواهند آنها را به اعتراف تلویزیونی وادار کنند.[۸]

## امضاء بیانیه ۱۷ نفری
یاسمن آریانی همراه با ۱۷ تن از زنان زندانی سیاسی اقدام به انتشار بیانیه‌ای در اعتراض به حبس زنان دارای فرزند نمودند و اینکار را مصداق «جدایی انداختن میان مادر و فرزند» وصف کردند. در این بیانیه به اسامی افرادی چون نازنین زاغری و فرنگیس مظلوم مادر سهیل عربی اشاره شده‌است که پیشتر توسط مقامات جمهوری اسلامی بازداشت شده بودند. آن‌ها با اشاره به این مسائل، نظام جمهوری اسلامی ایران را «حاکمیتی زن‌ستیز» خواندند.